# 昂德洛河畔蒙泰涅
昂德洛河畔蒙泰涅（法語：Monteignet-sur-l'Andelot，法語發音：[mɔ̃tɛɲɛ syʁ lɑ̃dlo]）是法国阿列省的一个市镇，位于该省南部，属于维希区。

## 地理
昂德洛河畔蒙泰涅（46°7'7"N, 3°15'23"E）面积9.38 平方千米，位于法国奥弗涅-罗讷-阿尔卑斯大区阿列省，该省份为法国中部省份，北起涅夫勒省、西北接谢尔省，西南至克勒兹省，南至多姆山省，东南临卢瓦尔省，东临索恩-卢瓦尔省。
与昂德洛河畔蒙泰涅接壤的市镇（或旧市镇、城区）包括：沙尔姆、科尼亚-利奥讷、埃斯屈罗勒、加纳、索尔泽。

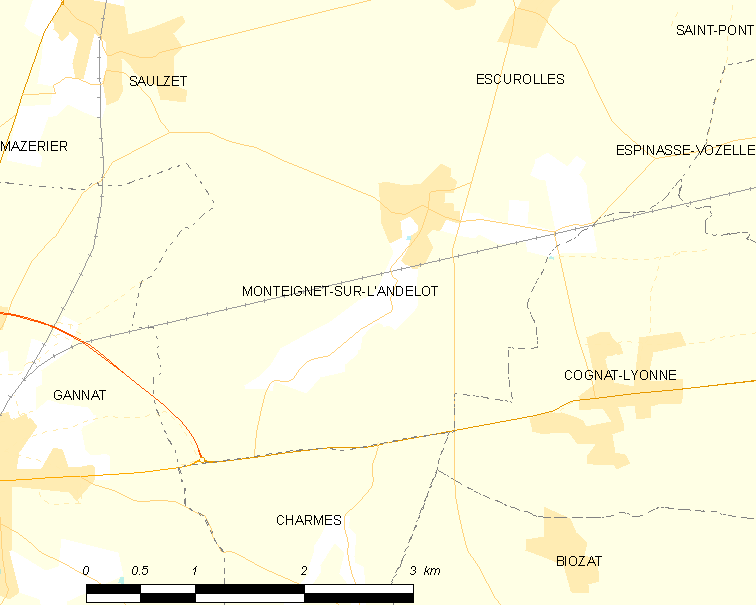
昂德洛河畔蒙泰涅的OSM定位图

昂德洛河畔蒙泰涅的时区为UTC+01:00、UTC+02:00（夏令时）。

## 行政
昂德洛河畔蒙泰涅的邮政编码为03800，INSEE市镇编码为03182。

## 政治
昂德洛河畔蒙泰涅所属的省级选区为加纳县。

## 人口

1962-2008年间昂德洛河畔蒙泰涅人口变化图示

昂德洛河畔蒙泰涅于2022年1月1日时的人口数量为267人。